# Patientenforum
Das Patientenforum bei der Bundesärztekammer war ein informeller Zusammenschluss von Organisationen der Ärzteschaft und der Selbsthilfe in Deutschland. 

Das Patientenforum wurde 2001 auf Initiative der Bundesärztekammer gegründet. Weitere Mitglieder waren die Kassenärztliche Bundesvereinigung, die Bundesarbeitsgemeinschaft Selbsthilfe, das Forum chronisch Kranker und behinderter Menschen im Paritätischen Wohlfahrtsverband und die Deutsche Arbeitsgemeinschaft Selbsthilfegruppen e.V.
Ziele des Patientenforums waren die Einbeziehung von Patienten in Entscheidungsprozesse des Gesundheitswesens, die Verbesserung der Kooperation zwischen Arzt und Patient, die Beteiligung von Patienten an der Entwicklung medizinischer Leitlinien und Patienteninformationen.